# Lidiya Zablotskaya
Lidiya Zabolotskaya (em bielorrusso: Лідзія Заблоцкая; Mogilev, Bielorrússia, nascida em 15 de janeiro de 1998) é uma cantora bielorrussa. Ela representou Bielorrússia no Festival Eurovisão da Canção Júnior 2011 na Armênia com a canção "Angely dobra".
Lidiya participou da seleção nacional para o Festival Eurovisão da Canção Júnior 2010, mas acabou em 4º lugar. No Festival Eurovisão da Canção Júnior 2011 ela ficou em 3 º lugar na final com 99 pontos.